# IC 3810
IC 3810 је појединачна звијезда у сазвјежђу Ловачки пси која се налази на листи објеката дубоког неба у Индекс каталогу.
Деклинација објекта је + 40° 38' 47" а ректасцензија 12h 49m 3,2s.